# Ганс-Юрген Цече
Ганс-Юрген Цече (нім. Hans-Jürgen Zetzsche; 5 жовтня 1915, Аннаберг-Бухгольц — 21 жовтня 1991) — німецький офіцер-підводник, капітан-лейтенант крігсмаріне. Кавалер Німецького хреста в золоті.

## Біографія
8 квітня 1934 року вступив в рейхсмаріне. З листопада 1939 року — вахтовий офіцер підводного човна U-28, з січня 1940 року — U-10. З 16 квітня по 7 червня 1940 року — командир U-20, з 7 по 28 липня 1940 року — U-8, з 29 липня 1940 по 2 лютого 1941 року — U-4,З 6 березня по 24 серпня 1941 року — U-560, з 9 жовтня 1941 по 8 вересня 1942 року — U-591, на якому здійснив 4 походи (разом 91 день в морі). З 10 вересня по 11 жовтня 1942 року виконував обов'язки командира U-378, здійснив 1 похід (15 днів). 12 листопада 1942 року знову призначений командиром U-591, здійснив ще 3 походи (99 днів). Всього за час бойових дій потопив 4 кораблів загальною водотоннажністю 19 932 тонни і пошкодив 1 корабель водотоннажністю 5701 тонна.
| Дата           | Назва корабля            | Тип               | Тоннаж | Вантаж                                                      | Екіпаж | Загинули | Країна                | Конвой  |
| -------------- | ------------------------ | ----------------- | ------ | ----------------------------------------------------------- | ------ | -------- | --------------------- | ------- |
| 21 грудня 1942 | Montreal City            | Торговий пароплав | 3,066  | 1800 тонн генеральних вантажів, включаючи порцелянову глину | 40     | 40       | Британська імперія    | ON-152  |
| 28 грудня 1942 | Norse King (пошкоджений) | Торговий пароплав | 5,701  | 5453 тонни вугілля                                          | 37     | 37       | Норвегія              | ONS-154 |
| 29 грудня 1942 | Zarian                   | Торговий пароплав | 4,871  | 7500 тонн генеральних вантажів і державних товарів          | 53     | 4        | Британська імперія    | ONS-154 |
| 7 березня 1943 | Empire Impala            | Торговий пароплав | 6,116  | 7628 тонн генеральних вантажів                              | 48     | 48       | Британська імперія    | SC-121  |
| 8 березня 1943 | Vojvoda Putnik           | Торговий пароплав | 5,879  | 7900 тонн пшениці і танки як палубний вантаж                | 46     | 46       | Королівство Югославія | SC-121  |

15 травня 1943 року був поранений під час нальоту британського літака Short Sunderland на U-591. 17 травня здав командування і був відправлений на тривале лікування. Після одужання з березня 1944 року служив на штабних посадах. В травні 1945 року взятий в полон. 25 квітня 1947 року звільнений. Працював в PR-відділі корпорації EXXON в Гамбурзі.

## Звання
- Кандидат в офіцери (8 квітня 1934)
- Фенріх-цур-зее (1 липня 1935)
- Оберфенріх-цур-зее (1 січня 1937)
- Лейтенант-цур-зее (1 квітня 1937)
- Оберлейтенант-цур-зее (1 квітня 1939)
- Капітан-лейтенант (1 січня 1942)

## Нагороди
- Медаль «За вислугу років у Вермахті» 4-го класу (4 роки)
- Нагрудний знак підводника
- Залізний хрест 2-го і 1-го класу
- Нагрудний знак «За поранення» в сріблі
- Німецький хрест в золоті (14 лютого 1944)